# Enkelejda Kasneci
Enkelejda Kasneci (* 18. Juli 1981) ist eine deutsche Informatikerin mit Forschungsschwerpunkt im Bereich der Mensch-Computer-Interaktion. Seit 2022 ist sie Liesel-Beckmann Distinguished Professor und Lehrstuhlinhaberin für „Human-Centered Technologies for Learning“ an der TUM School of Social Sciences and Technology der Technischen Universität München. Sie ist Kernmitglied des Munich Data Science Institute. Sie ist zudem Mitglied im Forschungsverbund Cyber Valley und im DFG-Exzellenzcluster Maschinelles Lernen in den Wissenschaften.

## Biographie
Enkelejda Kasneci schloss als BOSCH-Stipendiatin 2007 ihr M.Sc.-Studium der Informatik an der Universität Stuttgart ab. Im Jahr 2013 promovierte sie in Informatik an der Universität Tübingen. Für ihre Doktorarbeit wurde sie 2014 mit dem Forschungspreis des Verbands Südwestmetall ausgezeichnet. Von 2013 bis 2015 war sie Postdoktorandin und Margarete-von-Wrangell-Stipendiatin an der Universität Tübingen. Von 2015 bis 2019 hat sie ihre Forschungs- und Lehrtätigkeit an der Universität Tübingen als Juniorprofessorin und Leiterin des Perception Engineering Lab etabliert. Von 2019 bis 2022 war sie Professorin für Medieninformatik und Mensch-Computer-Interaktion am Fachbereich Informatik der Universität Tübingen und fungierte dort als Studiendekanin. Sie absolvierte Forschungsaufenthalte an der University of Washington und University of Southampton und war von 2016 bis 2021 Junior Fellow der Gesellschaft für Informatik. Im Jahr 2022 folgte Enkelejda Kasneci dem Ruf an die Technische Universität München, wo sie den Lehrstuhl für „Human-Centered Technologies for Learning“ innehat. 2024 wurde ihr die Heinz-Maier-Leibnitz-Medaille zugesprochen.

## Forschungsschwerpunkte
Die Forschung von Enkelejda Kasneci befasst sich mit menschen-zentrierten interaktiven Technologien, wie Eye-Tracking-, Virtual-Reality-, Augmented-Reality- und KI-Systemen, die auf der Grundlage multimodaler Daten Informationen für Medien und unterstützende Lösungen in vielen Aktivitäten des täglichen Lebens und insbesondere im Kontext des Lernens bereitstellen. Sie ist akademische Redakteurin bei PlosOne und Mitglied im Technical Program Committee und Gutachterin für mehrere wichtige Konferenzen und Zeitschriften in den Bereichen intelligente und multimodale Mensch-Computer-Interaktion, menschenzentrierte KI, Mensch-KI-Interaktion, Eye-Tracking und multimodale Interaktion.

## Weiteres Engagement
Neben ihrem Engagement als Forscherin widmet Enkelejda Kasneci sich auch der sozialen und wissenschaftlichen Öffentlichkeitsarbeit. Sie unterstützt zum Beispiel beim Aufbau von Netzwerken und der aktiven Förderung junger Frauen in MINT-Fächern und insbesondere in der Informatik und bei der Organisation des Bundeswettbewerbs für künstliche Intelligenz.